# 李杰庸
李杰庸（1908年10月9日—2005年1月31日），男，陕西延长人，中华人民共和国政治人物，曾任中共江西省委委员，江西省人民委员会副省长。